# Cherubim & Seraphim-rörelsen
Cherubim & Seraphim-rörelsen  är samlingsnamnet på en rad självständiga afrikanska kyrkor med rötterna i den förkunnelse som den nigerianske pastorn Moses Orimolade Tunolase spred i början av 1900-talet. 
Som ung kom Orimolade i kontakt med Church Mission Society, blev kristen och döptes i den anglikanska kyrkan. Vid 19 års ålder började han verka som lekmannapredikant i sin hemstad Ikare. Han var en god talare och bad för sjuka med häpnadsväckande resultat. Orimolade kom därför snart att bli en flitigt anlitad och uppskattad talare, både inom och utanför Nigerias gränser. Men hans radikala förkunnelse gav honom också fiender. Medicinmän såg sin ställning hotad när skaror av människor lämnade den traditionella yoruba-tron och den anglikanska kyrkans ledarskap irriterades över Orimolades sätt att tolka Bibeln utifrån en afrikansk kontext.
Den 11 september 1924 kom det till en brytning med det kyrkliga etablissemanget då Orimolade tvingades avbryta en väckelsekampanj i Holy Trinity Church i Lagos och förvägrades fortsatt tillträde till kyrkan. Hans anhängare bildade då fristående Aladura Band, lokala bönegemenskaper i vilka man fortsatte att träffas för att be och lyssna till Orimolades undervisning. Året därpå tog man sig an en ung kristen flicka, Abiodun Akinsowon som fallit i trans under en katolsk procession på Lagos gator. Efter 21 dagar i detta tillstånd blev hon helad genom förbön och var därefter verksam som profet inom rörelsen, vars namn ändrades till Seraph Band den 9 september 1925 av Moses Orimolade. Han var rörelsens andlige ledare från 1925 till 1933. Den 26 mars 1926 lades ordet Cherubim till i gruppens namn. 
1929 splittrades rörelsen i flera grenar. Christiana Abiodun Akinsowon bröt med Orimolade och bildade Cherubim and Seraphim Society.
Äldsterådet för de västra delarna av landet, som förgäves försökt medla mellan Akinsowon och Orimolade, bildade Sacred Order of Cherubim and Seraphim och utsåg året därpå en kommitté som författade ett förslag till stadgar för en återförenad rörelse. Då detta förslag förkastades av Moses Orimolade lämnade de förargade författarna till kompromissförslaget rörelsen och bildade Aladura Band of the Eternal Sacred Order of the Cherubim and Seraphim under ledning av Ezekiel Davies.
I norra delen av Nigeria arbetade man vidare under namnet Holy Order of the Cherubim and Seraphim Movement. Moses Orimolades ursprungliga trossamfund bytte 1930 namn och omregistrerades som  Eternal Sacred Order of the Cherubim and Seraphim (ESOC&S).
Rörelsen har spridits till ett flertal engelskspråkiga länder och har idag över 10 miljoner medlemmar och 1 500 församlingar, i bland annat Nigeria, Storbritannien och USA. Medlemmarna är barfota och bär vita mantlar under alla gudstjänster. Kvinnor och icke-medlemmar förväntas ha huvudet täckt.
ESOC&S är medlem av Nigerias Kristna Råd, Organization of African Instituted Churches och Kyrkornas Världsråd.